# Ion Igna
Ion Igna (n. 17 iunie 1939, Cunța, Alba) este un politician român, deputat în legislatura 1996-2000, ales în județul Sibiu pe listele partidului PDSR. Ion Igna l-a înlocuit pe deputatul Ovidiu Șincai la data de 23 august 1999. Ion Igna a fost profesor la Colegiul Național Gheorghe Lazăr din Sibiu.